# Koilodepas
Koilodepas é um género botânico pertencente à família Euphorbiaceae.
Plantas distribuidas desde a Índia até a Malesia.

## Sinonímia
| - Caelodepas Benth. var. ortográfica. - Calpigyne Blume | - Coelodepas Hassk. var. ortográfica. - Nephrostylus Gagnep. |

### Espécies
Composto por seis espécies:
| - Koilodepas frutescens - Koilodepas homaliifolium | - Koilodepas laevigatum - Koilodepas pectinatum - Koilodepas stenosepalum |

## Nome e referências
Koilodepas Hassk.